# ゾフィー・ショル

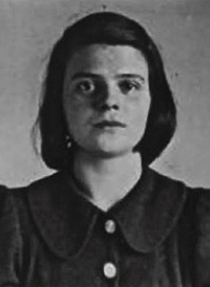
ゾフィー・ショル

ゾフィア・"ゾフィー"・マグダレナ・ショル（ドイツ語: Sophia "Sophie" Magdalena Scholl, 1921年5月9日 - 1943年2月22日）は、ドイツの女子大学生、反ナチ活動家。白バラ抵抗運動の主要メンバーの一人として、非暴力によってナチス・ドイツに抵抗するも、国家反逆罪により民族裁判所で兄のハンス、クリストフ・プロープストとともに死刑判決を受け、処刑された。

## 生い立ち
ゾフィーは、1921年にフォルヒテンベルク市長であるローベルト・ショルの5人兄弟の4番目の子どもとしてこの町で生まれた。ゾフィーは、田園の自然の風景のあるのびのびとした環境で幼年期を過ごし、1930年にルートヴィヒスブルクで2年間を過ごした後、1932年にローベルトが税理士兼コンサルタントとして落ち着くため、ウルムへ引っ越した。
1932年、ナチスの少女組織である、ドイツ女子同盟（BDM）に入団するものの、リベラルな思想の持ち主で、ナチスに批判的であった父の影響などから、組織に対する疑念を抱くようになり、距離を置いた。友人の手を通して、当時のドイツで禁書とされ、一般に入手することのできないトーマス・マンの本読むなどして、ナチズムに抵抗する考えを抱くようになり、シュトゥットガルトから派遣された上位の女性指導者に、ハインリヒ・ハイネの本を課題図書とするよう強く主張したりした。また、彼女の一家と親しかったが、ナチスによって「退廃芸術家」として追放された画家ベルトル・クライ、ヴィルヘルム・ガイヤーが、ゾフィーを援助した。
1937年11月、非合法活動を理由に「1・11ドイツ青年会（dj.1.11）」に対する取り締まりが行われ、姉インゲ、弟ヴェルナーとともにゲシュタポによって逮捕されたことは、ゾフィーに大きな精神的打撃を与え、ナチスに対する反感を増幅させた（兵役に就いていた兄ハンスも逮捕された。ゾフィー自身は「男の子と間違えられて」の逮捕だったため、取り調べを受けることなくすぐに釈放されている）。
1940年、アビトゥアを取得したものの、半年間の国家労働奉仕団（RAD）における役務を済ませないと大学に入学できないことから、ゾフィーは役務に代わるものとして、ウルムにあるフレーベル保母養成所で過ごしたものの、当局はこれを役務に代わるものとは認めず、結局服務することになった。しかし、1941年7月、当局は女子青年に対してさらに半年間の「戦時協力勤務」を義務付けたために、この年の8月に役務を終える予定だったゾフィーは、改めて同年10月からブルムベルクの託児所において保母を務め、1942年3月にウルムへ戻り、同年5月に生物学と哲学を学ぶためにミュンヘン大学へ入学した。
ミュンヘン大学に入学した1942年8月、父ローベルトが「ヒトラーが戦争をやめない場合、2年後、ロシアがベルリンに侵攻する」と同僚の女性職員に発言したため、ゲシュタポに逮捕され、特別法廷によって禁固4ヶ月の判決を受けた。そのため、ゾフィーはこれに連座して、休暇中の8月に、軍需工場で2ヶ月間徴用されることとなった。

## 抵抗運動

### 大学でのビラ散布
1943年2月18日、ゾフィーは兄のハンスとともに、ミュンヘン大学において、白いバラのメンバーが起草した6番目の抵抗ビラを講義室の前などに置き、最後に残ったビラを3階からホール吹き抜けにばら撒いたところを、大学の職員に発見され、ハンスと共に拘束されて、ゲシュタポに引き渡された。尋問において、ゾフィーもハンスもビラがあったことを知らずに落としてしまったと否定していた。しかし、ハンスの住居から、彼が所有していたビラの草案と、クリストフ・プロープストの数通の手紙、8ペニヒの切手数百枚が見つかり、若い男が住居の近くの郵便局で大量の切手を買った、との報告もあった。このため、兄妹はプロープストから嫌疑をそらそうと試みたが、ビラの作成はハンスとプロープストの2人が行ったものであるとして、彼も逮捕されてしまった。

### 裁判と処刑
逮捕の4日後の2月22日、民族裁判所長官ローラント・フライスラーは、起訴されたゾフィー、ハンス、クリストフ・プロープストを、感情的に非難する口調で尋問をし、戦時にビラをまくことで、軍需のサボタージュと国家社会主義体制の破壊と総統への誹謗中傷、および利敵行為を行い、国家の防衛力を破壊しようと試みたとして、死刑判決を下した。その際に、弁護人は被告の3人を弁護するどころか、恥ずべき行為をしたとしてフライスラーに同調して非難までした。しかし、3人とも自分たちの行為は、多くのドイツ人が内心では支持しているのだとして、堂々とした口調で反論をした。

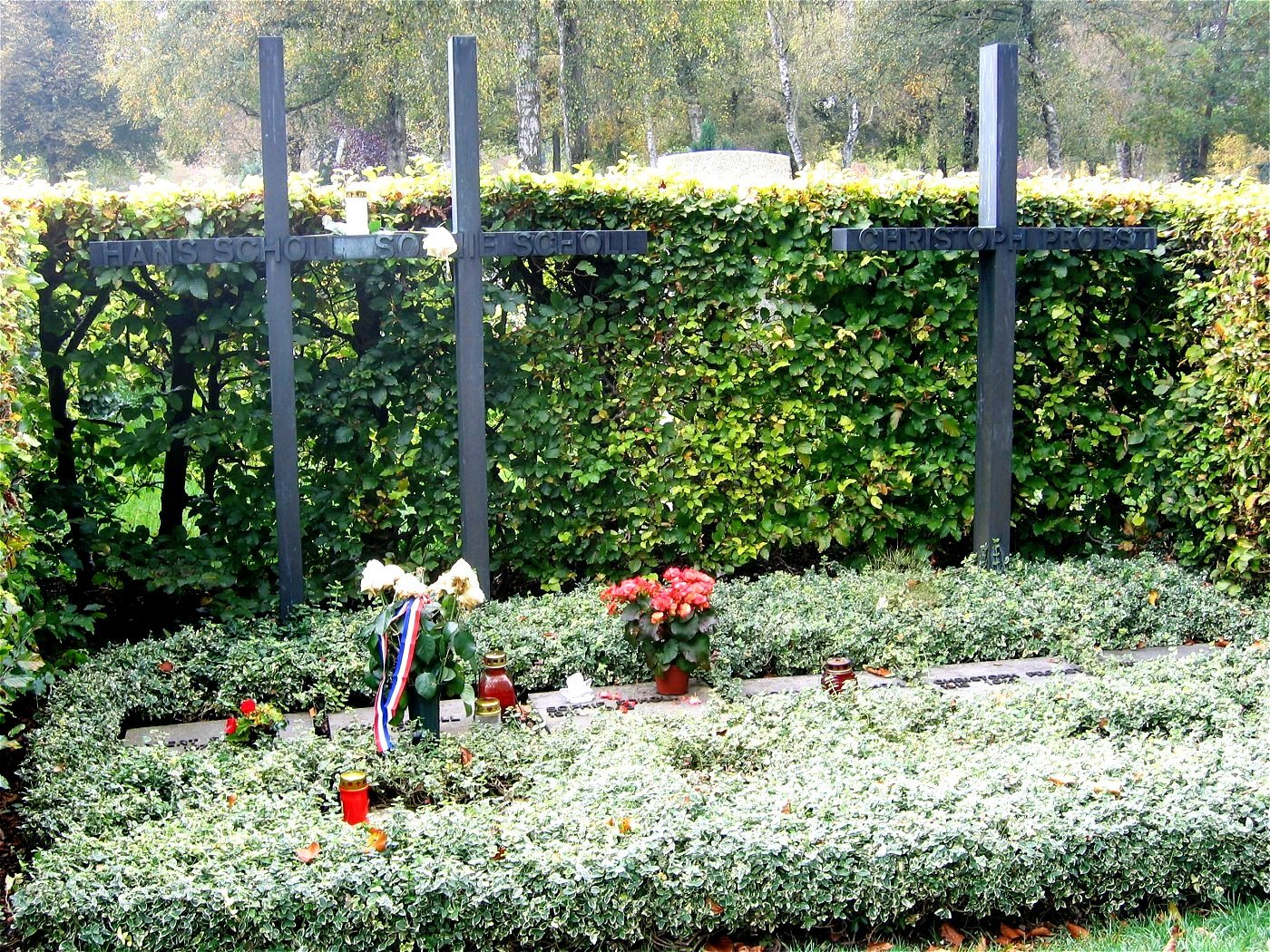
左からハンス、ゾフィー、プロープストの墓（ミュンヘン）

判決が下されたその日の夕方5時、ミュンヘンのシュターデルハイム執行刑務所において、ゾフィーはハンス、クリストフ・プロープストと共にギロチンによる斬首刑に処された。21歳没。ミュンヘンのペルラッハ・フォルスト墓地に埋葬された。

## その後
ゾフィーらがばら撒いた抵抗ビラはその後、スカンジナビア経由でイギリスに渡り、連合国がドイツに降伏を呼びかける際の伝単として使われた。
ゾフィーには4歳年上の婚約者がいた。1937年にダンスパーティーで知り合ったフリッツ・ハルトナーゲルで、文通を続けて婚約した。大戦勃発と同時にフリッツは徴兵され、スターリングラードの戦いに従軍。ゾフィーがビラ撒きをした当時は、スターリングラードのドイツ軍が壊滅した直後で生死不明だったが、実際はレンベルクの野戦病院に入院しており、ゾフィー処刑の報せもそこで受けた。フリッツは戦争を生き延び、復員後はゾフィーの姉エリザベートと結婚。ミュンヘン大学を卒業して裁判官を務め、反戦平和運動にも携わり、2001年に84歳で死去した。2003年、ゾフィーの死後60年に合わせ、二人の交わした手紙が公開された。

## 関連書籍
- インゲ・ショル 著、内垣啓一 訳『白バラは散らず : ドイツの良心ショル兄妹』未來社、1964年。ISBN 978-4624110130。
- C・ペトリ 著、関楠生 訳『白バラ抵抗運動の記録 : 処刑される学生たち』未來社、1971年。ISBN 978-4624110796。
- クラウス・フィールハーバー他編 編『権力と良心 : ヴィリー・グラーフと白バラ』未來社、1973年。
- ヘルマン・フィンケ 著、若林ひとみ 訳『ゾフィー21歳 : ヒトラーに抗した白いバラ』草風館、1982年。
- ハンス・ショル、ゾフィー・ショル 著、山下公子 訳、インゲ・イェンス編 編『白バラの声 : ショル兄妹の手紙』新曜社、1985年。
- ヘルマン・フィンケ 著、若林ひとみ 訳『白バラが紅く散るとき : ヒトラーに抗したゾフィー21歳』講談社、1986年。ISBN 978-4061838420。（『ゾフィー21歳』 (草風館1982年刊) の改題改訂版）
- 山下公子『ミュンヒェンの白いバラ : ヒトラーに抗した若者たち』筑摩書房、1988年。ISBN 978-4480854575。
- 関楠生『白バラ : 反ナチ抵抗運動の学生たち』清水書院、1995年。ISBN 978-4389411244。
- M.C.シュナイダー、W.ズュース 著、浅見昇吾 訳『白バラを生きる : ナチに抗った七人の生涯』未知谷、1995年。ISBN 978-4915841248。
- フレート・ブライナースドルファー 著、瀬川裕司、渡辺徳美 訳『白バラの祈り : ゾフィー・ショル、最期の日々（オリジナル・シナリオ）』未來社、2006年。ISBN 4-624-70087-2。
- フレート・ブライナースドルファー編 編、石田勇治、田中美由紀 訳『「白バラ」尋問調書 : 『白バラの祈り』資料集』未來社、2007年。ISBN 978-4-624-11196-0。
- 早乙女勝元『「白バラ」を忘れない―反戦ビラの過去と今と』草の根出版会、2009年。ISBN 978-4876482542。